# Seleção Sérvia de Voleibol Masculino

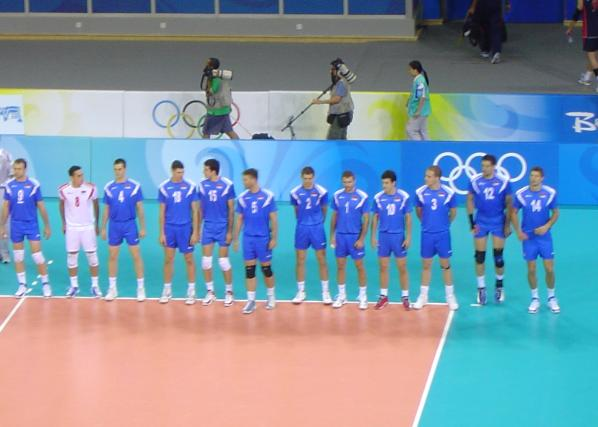
Seleção da Sérvia durante os Jogos Olímpicos de 2008.

A seleção sérvia de voleibol masculino é uma equipe europeia composta pelos melhores jogadores de voleibol da Sérvia. A equipe é mantida pela Associação de Voleibol da Sérvia (em sérvio:  Odbojkaški savez Srbije, OSS). Encontra-se na 10ª posição do ranking mundial da FIVB segundo dados de 23 de agosto de 2024.

## Histórico
Jogaram de 1948 a 1991 como RSF Jugoslávia, de 1992 a 2002 como RF Jugoslávia e de 2003 a 2006 como Sérvia e Montenegro.
Entre os principais títulos estão a medalha de ouro conquistada nos Jogos Olímpicos de 2000, em Sydney, na Austrália e da Liga Mundial de 2016 na Polônia.

## Resultados obtidos nos principais campeonatos

### Jogos Olímpicos
| Ano  | Sede    | Classificação |
| ---- | ------- | ------------- |
| 1996 | Atlanta | 3º            |
| 2000 | Sydney  | 1º            |
| 2004 | Atenas  | 5º            |
| 2008 | Pequim  | 5º            |
| 2012 | Londres | 9º            |
| 2024 | Paris   | 9º            |

### Campeonato Mundial
| Ano  | Sede                | Classificação |
| ---- | ------------------- | ------------- |
| 1998 | Japão               | 2º            |
| 2002 | Argentina           | 4º            |
| 2006 | Japão               | 4º            |
| 2010 | Itália              | 3º            |
| 2014 | Polónia             | 9º            |
| 2018 | Bulgária / Itália   | 4º            |
| 2022 | Eslovênia / Polónia | 9º            |

### Copa do Mundo
| Ano  | Sede  | Classificação |
| ---- | ----- | ------------- |
| 2003 | Japão | 3º            |
| 2011 | Japão | 8º            |

### Copa dos Campeões
| Ano  | Sede  | Classificação |
| ---- | ----- | ------------- |
| 2001 | Japão | 3º            |

### Liga das Nações
| Ano  | Sede    | Classificação |
| ---- | ------- | ------------- |
| 2018 | Lille   | 5º            |
| 2019 | Chicago | 11º           |
| 2021 | Rimini  | 6º            |
| 2022 | Bolonha | 11º           |
| 2023 | Gdansk  | 9º            |
| 2024 | Łódź    | 10º           |
| 2025 | Ningbo  | 16º           |

### Liga Mundial
| Ano  | Sede                  | Classificação |
| ---- | --------------------- | ------------- |
| 1997 | Moscou                | 7º            |
| 1998 | Milão                 | 6º            |
| 2000 | Roterdã               | 4º            |
| 2001 | Katowice              | 4º            |
| 2002 | Belo Horizonte–Recife | 3º            |
| 2003 | Madri                 | 2º            |
| 2004 | Roma                  | 3º            |
| 2005 | Belgrado              | 2º            |
| 2006 | Moscou                | 5º            |
| 2007 | Katowice              | 9º            |
| 2008 | Rio de Janeiro        | 2º            |
| 2009 | Belgrado              | 2º            |
| 2010 | Córdova               | 3º            |
| 2011 | Gdansk–Sopot          | 9º            |
| 2012 | Sófia                 | 9º            |
| 2013 | Mar del Plata         | 8º            |
| 2014 | Florença              | 7º            |
| 2015 | Rio de Janeiro        | 2º            |
| 2016 | Cracóvia              | 1º            |
| 2017 | Curitiba              | 5º            |

### Campeonato Europeu
| Ano  | Sede                                            | Classificação |
| ---- | ----------------------------------------------- | ------------- |
| 1995 | Grécia                                          | 3º            |
| 1997 | Países Baixos                                   | 2º            |
| 1999 | Áustria                                         | 3º            |
| 2001 | Chéquia                                         | 1º            |
| 2003 | Alemanha                                        | 4º            |
| 2005 | Itália / Sérvia e Montenegro                    | 3º            |
| 2007 | Rússia                                          | 3º            |
| 2009 | Turquia                                         | 5º            |
| 2011 | Áustria / Chéquia                               | 1º            |
| 2013 | Dinamarca / Polónia                             | 3º            |
| 2015 | Bulgária / Itália                               | 7º            |
| 2017 | Polónia                                         | 3º            |
| 2019 | Bélgica / Eslovênia / França / Países Baixos    | 1º            |
| 2021 | Chéquia / Estónia / Finlândia / Polónia         | 4º            |
| 2023 | Bulgária / Israel / Itália / Macedônia do Norte | 6º            |

### Jogos Europeus
| Ano  | Sede | Classificação |
| ---- | ---- | ------------- |
| 2015 | Bacu | 5º            |

## Medalhas
| Evento                | Ouro | Prata | Bronze | Total |
| --------------------- | ---- | ----- | ------ | ----- |
| Jogos Olímpicos       | 1    | 0     | 1      | 2     |
| Campeonato Mundial    | 0    | 1     | 1      | 2     |
| Liga das Nações       | 0    | 0     | 0      | 0     |
| Copa do Mundo         | 0    | 0     | 1      | 1     |
| Copa dos Campeões     | 0    | 0     | 1      | 1     |
| Liga Mundial          | 1    | 5     | 3      | 9     |
| Campeonato Europeu    | 3    | 1     | 6      | 10    |
| Jogos do Mediterrâneo | 0    | 0     | 1      | 1     |
| Total                 | 5    | 7     | 14     | 26    |

## Lista de treinadores
- Zoran Gajić: 1995–2002
- Veselin Vuković: 2002–2003
- Ljubomir Travica: 2003–2006
- Igor Kolaković: 2006–2014
- Nikola Grbić : 2015–2019
- Slobodan Kovač: 2019–2021
- Igor Kolaković: 2021–atual

## Patrocinadores
A tabela abaixo mostra o histórico de fornecedores de kits para a seleção nacional de voleibol da Sérvia.
| Período | Fornecedor |
| ------- | ---------- |
| 2000–   | Asics      |
| 2017–   | Peak Sport |

## Elenco atual
Lista de jogadores de acordo com a última convocação do Campeonato Mundial de 2022.
Técnico:  Igor Kolaković
| Camisa | Nome                    | Posição    | Altura (m) | Peso (kg) | Clube atual                |
| ------ | ----------------------- | ---------- | ---------- | --------- | -------------------------- |
| 2      | Uroš Kovačević          | Ponteiro   | 1,97       | 90        | Aluron CMC Warta Zawiercie |
| 4      | Nemanja Petrić          | Ponteiro   | 2,02       | 86        | Emma Villas Aubay Siena    |
| 5      | Milan Katić             | Líbero     | 2,01       | 99        | Vero Volley Monza          |
| 6      | Nikola Peković          | Líbero     | 1,75       | 78        | VfB Friedrichshafen        |
| 7      | Petar Krsmanović        | Central    | 2,05       | 98        | Vojvodina NS Seme Novi Sad |
| 8      | Marko Ivović            | Ponteiro   | 1,94       | 92        | Dynamo LO                  |
| 9      | Nikola Jovović          | Levantador | 1,97       | 75        | Dynamo LO                  |
| 12     | Pavle Perić             | Ponteiro   | 2,07       | 96        | Fenerbahçe HDI Sigorta     |
| 14     | Aleksandar Atanasijević | Oposto     | 2,00       | 92        | PGE Skra Bełchatów         |
| 15     | Nemanja Mašulović       | Central    | 2,05       | 92        | ACH Volley Ljubljana       |
| 18     | Marko Podraščanin       | Central    | 2,04       | 92        | Itas Trentino              |
| 20     | Srećko Lisinac          | Central    | 2,05       | 79        | Itas Trentino              |
| 21     | Vuk Todorović           | Levantador | 1,90       | 74        | ACH Volley Ljubljana       |
| 33     | Dušan Petković          | Oposto     | 2,02       | 86        | Pallavolo Padova           |